# 斯坦普桑德鎮區 (北卡羅萊納州昂斯洛縣)
斯坦普桑德鎮區（英語：Stump Sound Township）是位於美國北卡羅萊納州昂斯洛縣的一個鎮區。

## 地方資料
斯坦普桑德鎮區的面積為253.72平方千米，皆為陸地。根據2020年美國人口普查的數據，當地共有人口26853人，而人口密度為每平方千米105.84人。